# Maganona
Albums de Dana International
EPtampa Diva: Ha Osef
Maganona (une prononciation cassée pour l'arabe égyptien mot :  مجنونة magnūna  [mæɡˈnuːnæ], « fou ») est le quatrième album studio de la chanteuse israélienne Dana International. Il a été certifié disque d'or en Israël[réf. nécessaire].

## Liste des titres
1. Maganona 3:45 [Arabe]
2. Let kiss 3:16 [Hébreu]
3. Don Quixote 4:05 [Hébreu]
4. Yesh bo esh (avec Igi Wachsman) 4:16 [Hébreu]
5. I'm gonna let 5:21 [Anglais]
6. Cinque milla 4:04 [Italien/Anglais]
7. Menafnefet 4:15 [Hébreu]
8. Ot mi-shamayim 3:27 [Hébreu]
9. Sipur ahavtem shel Chas ve-Chalila 3:14 [Hébreu]
10. Bo 3:39 [Hébreu]
11. Sipur ahavtem shel Chas ve-Chalila (instrumental) 2:42
12. Menafnefet (club mix) 5:16 [Hébreu]
13. Maganona (club mix) 5:43 [Arabe]

## Singles
- 1996 : Maganona
- 1996 : Menafnefet
- 1996 : Don Quixote
- 1996 : Let kiss
- 1996 : Yesh bo esh (duo avec Igi Wachsman)
- 1996 : Cinquemilla